# Убивство Сократіса Ґіоліаса
Убивство Сократіса Ґіоліаса сталось 19 липня 2010 року. Журналіста розстріляли на порозі власного будинку.

## Біографія Ґіоліаса
Сократіс Ґіоліас (грец. Σωκράτης Γκιόλιας, 1973 — 19 липня 2010) — грецький журналіст. Директор однієї з афінських радіостанцій Thema 98.9 FM. Засновник блогу «Троктіко» — незалежного ЗМІ з 6-мільйоним щоденним відвідуванням читачів.
Сократіс Ґіоліас — автор кількох гучних журналістських розслідувань. На сайті «Троктіко» було розміщено багато документів, що доводили корумпованість багатьох грецьких політиків та управлінців. Довгий час співпрацював із іншим, досить контроверсійним, грецьким журналістом Макісом Тріантафілопулосом.

## Убивство
Убивство Сократіса Ґіоліаса стало першим умисним убивством журналіста за останні 20 років в Греції. У Ґіоліаса влучили 16 куль. Невідомі втекли на викраденому автомобілі, який пізніше знайшли спаленим за 1,5 км від будинку Ґіоліаса в передмісті Афін Іліуполі.

## Розслідування
20 липня 2010 року грецька поліція заявила, що підозрює у скоєні злочину терористичні організації. Балістична експертиза встановила, що зброя, із якої застрелили журналіста, попередньо вже була пов'язана із діяльністю грецької лівацької організації Секта революціонерів. Розслідуванням займається відділ у боротьбі із тероризмом.

## Подальші погрози
28 липня 2010 року Секта революціонерів погрозила владі терактами, пообіцявши «перетворити країну на зону бойових дій». Як цілі для своїх атак терористи обрали співробітників поліції і виправних установ, а також бізнесменів і журналістів. Поряд з убивствами члени «Секти революціонерів» обіцяють влаштовувати підпали, вибухи і вуличні заворушення. Свої погрози радикали підкріпили фотографіями свого арсеналу. 1 серпня члени Секти революціонерів вперше висловили погрози не тільки на адресу влади, але й відпочиваючих у Греції туристів.